# Romonya
Romonya (horvátul: Rumenja) község Baranya vármegyében, a Pécsi járásban.

## Fekvése
Pécs központjától keletre fekszik, nyugati szomszédja Bogád, keleti szomszédja Pereked, dél felől a legközelebbi település Ellend, északról pedig a Pécshez csatolt Hird.

### Megközelítése
A megyeszékhellyel és Szederkénnyel az 5611-es út köti össze, Pécsváraddal a 6544-es úttól idáig húzódó 5609-es út, Hird felé pedig egy önkormányzati út vezet a településről.

## Története
Romonya már a római korban és az avar korban is lakott volt. A falu határában e korokból származó leletek kerültek napfényre.
Nevét az oklevelek 1542-ben már a mai nevén említették.
Tiszta magyarok lakta település volt, amely a török hódoltság alatt sem néptelenedett el.
A 18. században a magyar lakosság mellé német telepesek érkeztek a faluba.

### Bekefalva
A falu határában állt Bekefalva elpusztult település is, mely Becefa néven ma helynév.
Bekefalvának a török hódoltság végéig tiszta magyar lakossága volt, ekkor azonban a magyarok helyébe horvátok érkeztek, majd az 1700 körül újra magyarok is telepedtek közéjük.
1720 és 1730 körül azonban a település elnéptelenedett, és később sem települt újra.

## Közélete

### Polgármesterei
- 1990–1994: Hermann József (Agrárszövetség)[4]
- 1994–1998: Herman József (független)[5]
- 1998–2002: Herman József (független)[6]
- 2002–2006: Herman József (független)[7]
- 2006–2010: Herman József (független)[8]
- 2010–2011: Herman József (független)[9]
- 2011–2014: Herman József (független)[10]
- 2014–2018: Herman József (független)[11]
- 2019–2019: Miklós Dezső László (független)[12]
- 2019–2024: Miklós Dezső László (független)[13]
- 2024– : Ábel Edit (független)[1]

A településen 2011. április 10-én időközi polgármester-választást tartottak, az előző polgármester lemondása miatt. Lemondása ellenére ő is elindult az időközi választáson, amit simán meg is nyert, két jelölt közül igen nagy, 90%-ot meghaladó szavazati aránnyal.
2019. március 24-én ismét időközi polgármester-választást kellett tartani Romonyán, mert a korábbi polgármester az előző év decemberében elhunyt.

## Népesség
A település népességének változása:
| Lakosok száma | 474  | 491  | 496  | 521  | 526  | 549  | 538  | 541  |
|               | 2013 | 2014 | 2015 | 2019 | 2021 | 2022 | 2023 | 2024 |

A 2011-es népszámlálás során a lakosok 87,7%-a magyarnak, 6,9% németnek, 1,3% horvátnak, 0,6% románnak, 0,2% szerbnek, 0,2% szlováknak mondta magát (12,3% nem nyilatkozott; a kettős identitások miatt a végösszeg nagyobb lehet 100%-nál). A vallási megoszlás a következő volt: római katolikus 55,8%, református 7,8%, evangélikus 1,5%, görögkatolikus 0,4%, felekezeten kívüli 13,8% (18,5% nem nyilatkozott).
2022-ben a lakosság 94,5%-a vallotta magát magyarnak, 21,5% németnek, 0,4% cigánynak, 0,2% horvátnak, 3,9% egyéb, nem hazai nemzetiségűnek (4,9% nem nyilatkozott; a kettős identitások miatt a végösszeg nagyobb lehet 100%-nál). Vallásuk szerint 31,3% volt római katolikus, 5,1% református, 0,5% evangélikus, 0,5% görög katolikus, 2,4% egyéb keresztény, 1,1% egyéb katolikus, 19,9% felekezeten kívüli (39% nem válaszolt).

## Nevezetességei
- Római katolikus kápolna, amelyet 1871-ben Rózsafüzér királynője tiszteletére szenteltek fel.